# هنري بي. باين
هنري بي. باين (بالإنجليزية: Henry B. Payne)‏ هو محامي وسياسي أمريكي، ولد في 30 نوفمبر 1810 في هاميلتون في الولايات المتحدة، وتوفي في 9 سبتمبر 1896 في كليفلاند في الولايات المتحدة. حزبياً، نشط في الحزب الديمقراطي. وقد انتخب عضو مجلس النواب الأمريكي عن دائرة Ohio's 20th congressional district ‏ (4 مارس 1875 – 3 مارس 1877) وانتخب عضو مجلس الشيوخ الأمريكي (4 مارس 1885 – 3 مارس 1891).